# George Pelecanos
George Pelecanos (ur. 18 lutego 1957 w Waszyngtonie) – pracował jako kucharz, pomywacz, barman i sprzedawca damskiego obuwia, zanim w 1982 roku opublikowano jego pierwszą książkę. Napisał szesnaście powieści kryminalnych, których akcja rozgrywa się w Waszyngtonie i jego okolicach. Jest laureatem wielu literackich nagród, m.in. Raymonda Chandlera (we Włoszech), Falcon w Japonii oraz Grand Prix Du Roman Noir we Francji.
Swojego talentu nie ogranicza jedynie do pisania kryminałów, lecz pracuje również w branży filmowej jako producent i scenarzysta.

## Powieści kryminalne

### Niepowiązane
- 1994 – Shoedog (1994)
- 2005 – Drama City (wyd. pol. pt. Miasto tragedii, przekł. Tomasz S. Gałązka, Toruń 2010)
- 2006 – The Night Gardener (wyd. pol. pt. Nocny ogrodnik, przekł. Tomasz Wilusz, Warszawa 2008)
- 2008 – The Turnaround (wyd. pol. pt. Zawrócić, przekł. T. Wilusz, Warszawa 2008)
- 2009 – The Way Home
- 2011 – The Cut

### Seria Nick Stefanos
- 1992 – A Firing Offense
- 1993 – Nick’s Trip
- 1995 – Down by the River Where the Dead Men Go

### Seria D.C. Quartet
- 1996 – The Big Blowdown
- 1997 – King Suckerman
- 1998 – The Sweet Forever
- 2000 – Shame the Devil

### Seria Derek Strange i Terry Quinn
- 2001 – Right as Rain (wyd. pol. pt. Czysty jak łza, przekł. Tomasz S. Gałązka, Toruń 2008)
- 2002 – Hell to Pay
- 2003 – Soul Circus
- 2004 – Hard Revolution